# Pin kiềm
Pin kiềm (IEC code: L) là một loại pin dùng một lần phụ thuộc vào phản ứng giữa kẽm và mangan dioxide (Zn/MnO2).
Một loại pin kiềm khác là pin kiềm có thể sạc lại, cho phép tái sử dụng các pin được thiết kế đặc biệt.
Khi so sánh với pin kẽm-cacbon dạng Leclanché hoặc pin kẽm chloride, pin kiềm có mật độ dung tích cao hơn và tuổi thọ dài hơn, với cùng một điện áp.
Pin kiềm được đặt tên như vậy vì nó có một chất điện ly có tính kiềm là kali hydroxide, thay cho chất điện ly có tính axit amoni chloride hoặc kẽm chloride trong các pin kẽm-carbon. Các hệ thống pin khác cũng sử dụng chất điện phân kiềm, nhưng chúng sử dụng các chất hoạt tính khác nhau cho các điện cực.
Pin kiềm chiếm 80% pin được sản xuất tại Mỹ và hơn 10 tỷ pin đã được sản xuất trên toàn thế giới. Tại Nhật, pin kiềm chiếm 46% tổng doanh số pin dùng 1 lần. Tại Thụy Sỹ pin kiềm chiếm 68%, ở Anh 60% và ở EU chiếm 47% tổng lượng pin bán ra bao gồm các loại pin sạc.
Pin kiềm được sử dụng trong nhiều đồ gia dụng như máy nghe nhạc MP3, máy nghe nhạc CD, máy ảnh kỹ thuật số, máy nhắn tin, đồ chơi, đèn chiếu sáng và radio.